# Ubby Sogn
Ubby Sogn ist eine Kirchspielsgemeinde (dän.: Sogn) auf der dänischen Insel Seeland.
Bis 1970 gehörte sie zur Harde Ars Herred im damaligen Holbæk Amt, danach zur Hvidebæk Kommune im Vestsjællands Amt, die wiederum im Zuge der Kommunalreform zum 1. Januar 2007 in der erweiterten Kalundborg Kommune in der Region Sjælland aufgegangen ist.

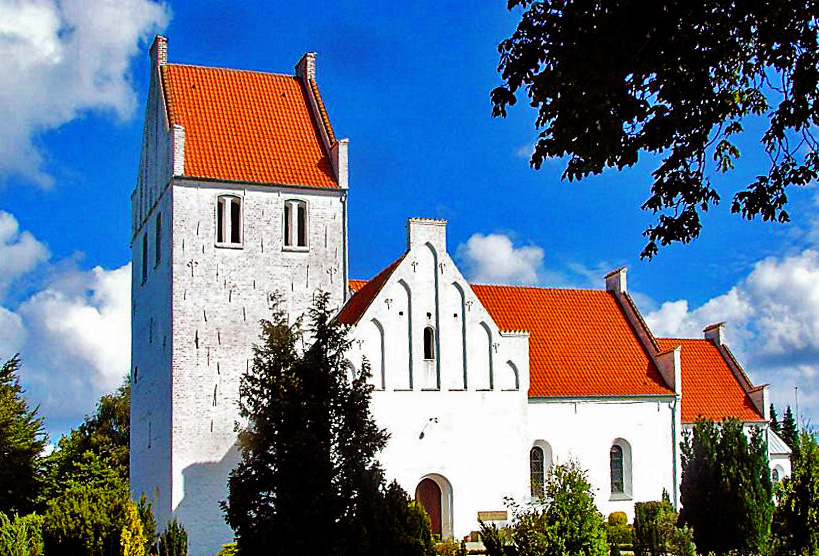
Ubby kirke

Im Kirchspiel leben 1984 Einwohner, davon 1911 im Kirchort Ubby. Die „Ubby Kirke“ liegt auf dem Gebiet der Gemeinde.
Nachbargemeinden sind im Nordwesten Værslev Sogn, im Nordosten Viskinge Sogn, im Osten Viskinge-Avnsø Sogn und Jorløse Sogn, im Südosten Lille Fuglede Sogn, im Süden Store Fuglede Sogn, im Südwesten Svallerup Sogn und im Westen Rørby Sogn.